# Càrcinos el Vell
Càrcinos (en grec antic: Καρκίνος, llatí: Carcĭnus) va ser un poeta tràgic de l'antiga Grècia que va viure al segle iv aC. El seu pare era Xenòtim, del dem de Tòricos.
Segons Tucídides (II 23.2), va ser un dels tres estrategs al capdavant d'una flota de 100 trirrems enviada per Atenes l'any 431 aC per auxiliar els habitants de Corcira durant la guerra entre aquesta illa i Corint. Pel que fa a la seva activitat com a dramaturg, no se n'ha conservat cap obra; les fonts el consideren un poeta tràgic, però el sol títol que es conserva fa referència a una comèdia. Aristòfanes es burla d'ell en diverses ocasions.
Segons Ateneu de Nàucratis (I 22), Càrcinos era molt bon ballarí a l'escena teatral. El seu fill, Xènocles el Vell, fou també dramaturg, i el seu net, també Càrcinos, fou un reputat poeta tràgic.